# Славомир Одживольський
Славомир Одживольський гербу Наленч (пол. Sławomir Odrzywolski, 1846, с. Закшувек, нині дільниця міста Радомсько — 3 квітня 1933, Краків) — польський архітектор.

## Біографія
Народився у селі Закшувек (тепер дільниця міста Радомсько), у родині землевласників. Навчався у Кракові, а протягом 1867—1869 років — у Берліні. Там само працював архітектором. Від 1880 року жив і працював у Кракові. Обіймав посаду професора архітектури в Державному технічному інституті. Займався реставрацією пам'яток, проєктував храми, громадські та житлові будівлі у Кракові та на теренах Малопольщі. 
Досліджував архітектуру Ренесансу в Польщі, займався пошуком польського народного стилю в архітектурі. Автор численних публікацій. Серед них зокрема фундаментальна праця «Ренесанс у Польщі» («Renesans w Polsce», Відень, 1899) i серії «Пам'ятки мистецького промислу в Польщі» («Zabytki przemysłu artystycznego w Polsce», станом на 1894 рік вийшло 6 зошитів). Остання ілюстрована значною мірою особисто Одживольським, а також за участі Діонісія Кшичковського, П. Козловського, Франциска Мончинського, А. Ковальського та Зигмунта Генделя.
Входив до комітету, який займався організацією ретроспективного відділу Галицької крайової виставки у Львові 1894 року. Член Краківського технічного товариства. На початку грудня 1908 року у складі делегації товариства брав участь у Першому з'їзді делегатів польських архітектурних кіл у Кракові. Член журі конкурсу проєктів реконструкції львівської ратуші (1908), проєктів дому управління залізниці у Львові (1912), двору родини Влодків у Неговичі (1913), проєктів регуляції вулиці Вольської у Кракові (1914). Член Краківського кола архітекторів, а 1912 року обраний його президентом. Входив до спілки архітекторів Краківського воєводства. Був у складі Комітету польських техніків у Відні (близько 1915). 1910 року експонував проєкти костелу Єлизавети у Львові, промислової школи і прибуткових будинків у Кракові з фотографіями реалізованих споруд на виставці польських архітекторів у Львові.
Помер у Кракові, похований у родинному гробівці на Раковицькому цвинтарі, поле № 40.

## Роботи
- Перебудова палацу князів Радзивіллів на Вільгельмштрассе в Берліні (1875–1878).
- Дерев'яний костел у Східниці (1896). Ймовірно, єдина відома дерев'яна будівля Одживольського. Втрачений у 1950-х.[14]
- Школа в Бялій коло Бєльська (1898).
- Парафіяльний костел у Мровлі. Проєкт розроблено 1894 року спільно з Каролем Зарембою, реалізовано у 1895–1900 роках. До 1897 Одживольський керував спорудженням спільно із Зарембою, далі — самостійно. Головний вівтар, амвон, хрестильниця, лави і орган виконані за проєктом Одживольського.[15]
- Програма реставрації вежі в Ясній Гурі, створена спільно Юзефом Дзеконським, Стефаном Шиллером. Передбачала відтворення вежі, але в більших розмірах. Керував реконструкцією Шиллер у 1901—1906 роках. Спільно створено також документацію на перебудову галереї, яка примикає до каплиці Найсвятішої Марії Панни. Роботи з її перебудови мали розпочатись 1910 року, але були зупинені через протести Товариства опіки над пам'ятками минулого.[16]
- Дім краківського Технічного товариства на вулиці Страшевського, 28. 1905 року один із двох проєктів Одживольського здобув перше місце на конкурсі серед членів товариства і до кінця 1906 року реалізований під особистим керівництвом автора за співпраці Альфреда Крамарського і Станіслава Вальца. Скульптурне оздоблення Яна Рашки, вітражі фірми Екельського і Туха.[17]
- Корпуси Державної промислової школи у Кракові на алеї Міцкевича, 5 (1897–1912). Проєкти експонувались на виставці польських архітекторів у Львові 1910 року.[12]
- Парафіяльні костели в Альбіговій, Рабці, Рувному, Рудаві.
- Гімназія в місті Ясло.
- Житлові будинки на вулиці Баторія, 23, 25, 25 у Кракові.
- Житлові будинки на вулиці Пілсудського, 16, 32, 34, 36 у Кракові.
- Власний дім на вулиці Студентській, 19 у Кракові.
- Дім Рільничого товариства на площі Щепанській, 8 у Кракові.
- Реставрація Зигмунтовської каплиці на Вавелі протягом 18 років. Крипта Адама Міцкевича та Юліуша Словацького на Вавелі.

Нереалізовані конкурсні проєкти
- Ощадна каса у Львові — третя премія (1888)[18].
- Театр у Кракові — II місце (1889). Пізніше проєкт експонувався на міжнародній виставці у Турині.
- Костел Єлизавети у Львові — одна з двох перших премій, (1903, друга — Теодора Тальовського).[19]  Проєкт експонувався на виставці польських архітекторів у Львові 1910 року.[12]
- Ратуша у Кракові у змішаному неоренесансно-неоготичному стилі (1904). Серед 24 претендентів проєкт Одживольського відзначено однією з двох других нагород (ще одну отримав архітектор Грав'є).[20]  Проєкт експонувався на виставці польських архітекторів у Львові 1910 року.[12]
- Проєкт реставрації двох кам'яниць напроти катедри на Вавелі у Кракові для потреб Катедрального музею. Виконаний до 1904 року. Не реалізований. У 1905—1906 роках реставрацію здійснено за проєктом Зигмунта Генделя.[21]
- Два проєкти будинку Гірничої академії у Кракові. Створені для конкурсу 1913 року, співавтор Адам Балленштедт. Обидві роботи отримали різного ступеня відзнаки.[22]
- II місце на конкурсі проєктів будинку Каси хворих у Кракові (1925, співавтор Роман Бандурський).[23]
- Проєкт нового будинку Львівського університету на нинішній вулиці Грушевського. Виконаний для конкурсу 1913 року. Співавтор Адам Балленштедт. Опублікований того ж року у збірці, присвяченій конкурсу.[24]
- Конкурсний проєкт будівлі Окружної дирекції пошти і телеграфу у Кракові. Не здобув нагород, однак придбаний журі. Співавтор Альфред Крамарський. [25]